# Fritz Drevermann

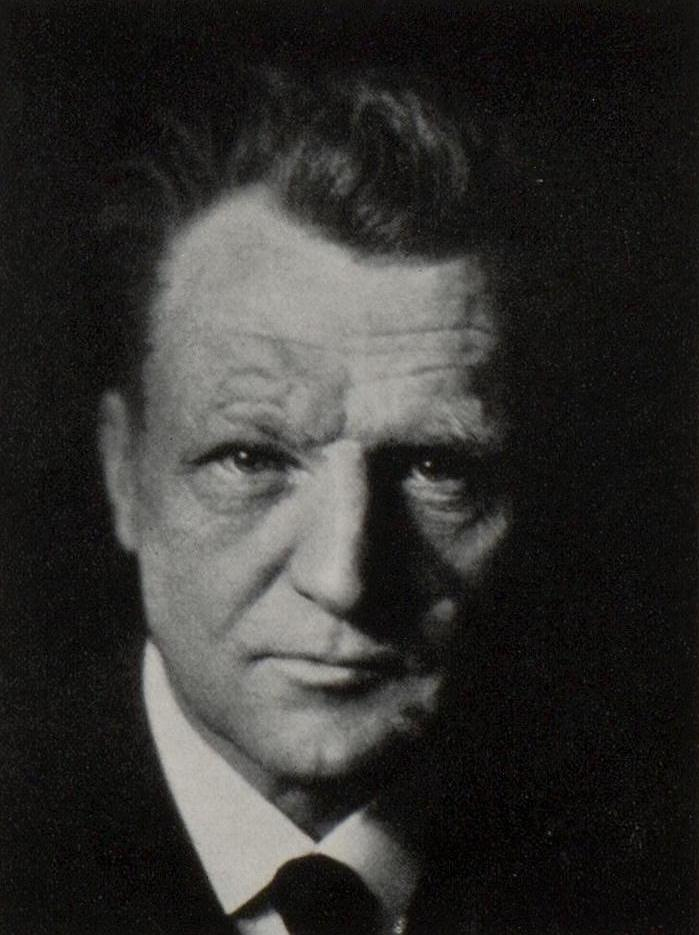
Fritz Drevermann

Fritz Ernst Drevermann (* 15. Februar 1875 in Auhammer bei Battenberg (Eder); † 16. März 1932 in Frankfurt am Main) war ein deutscher Paläontologe (Wirbeltiere) und geschäftsführender Direktor des „Senckenberg Naturmuseums“.

## Leben
Drevermanns Vater hatte ein Hammerwerk in Auhammer. Er studierte ab 1895 Geologie in München, Berlin (bei Josef Felix Pompeckj), Bonn und an der Philipps-Universität Marburg, wo er 1900 als akademischer Schüler von Emanuel Kayser promoviert wurde (Die Fauna der oberdevonischen Tuff-Brecchie von Langenaubach bei Haiger). Während seines Studiums wurde er 1895 Mitglied der Burschenschaft Arminia München. Er war dann Assistent von Emanuel Kayser in Marburg und habilitierte sich 1903. Damals befasste er sich intensiv mit der devonischen Fauna des Rheinischen Schiefergebirges. 1905 wurde er wissenschaftlicher Mitarbeiter und 1910 Kustos in der Geologisch-Paläontologischen Abteilung des Senckenberg-Museums. Er war ab 1914 außerordentlicher Professor und (nach Wehrdienst im Ersten Weltkrieg 1915 bis 1918) ab 1919 ordentlicher Professor für Geologie und Paläontologie an der neu gegründeten Universität in Frankfurt am Main (Leiter des Geologisch-Paläontologischen Instituts) und Leiter der Geologisch-Paläontologischen Abteilung und seit 1924 geschäftsführender Direktor des Senckenberg Naturmuseums. Nomineller Direktor war der Zoologe Otto zur Strassen, so dass eine gewisse Konkurrenz der beiden entstand. Drevermann brachte das Museum durch die Zeiten der Währungsinflation der 1920er Jahre, gründete 1925 deren Zeitschrift Natur und Museum und bringt den Ausbau des Museums zu einem Publikumsmagneten auf den Weg (die Verwirklichung scheiterte damals noch wegen der schwierigen Finanzlage), wofür er sich auf einer USA-Reise 1929/30 Anregungen holte. Seine Ideen zu einem idealen Naturkundemuseum veröffentlichte er 1927 in einem Buch. 1927/28 war er Rektor der Universität Frankfurt.
Seitdem das Senckenberg-Museum vom New Yorker Naturhistorischen Museum 1905 einen (aus verschiedenen Exemplaren zusammengesetzten) Diplodocus aus dem Oberen Jura von Wyoming geschenkt bekam, den Drevermann 1911 beschrieb, wandte er sich der Wirbeltier-Paläontologie zu. Noch während seiner Verwendung als Kriegsgeologe im Ersten Weltkrieg begann Drevermann die wissenschaftliche Bearbeitung des im Jahr 1915 im Muschelkalk von Steinsfurt bei Heidelberg gefundenen und vom Mäzen Arthur von Gwinner für das Senckenberg-Museum gekauften Skeletts von Placodus, wobei er sich die Nachgüsse der jeweils freigelegten Knochen ins Feld nachsenden ließ und diese in seinem Unterstand auf der Côte Lorraine bearbeitete. 1920 erhielt das Museum Dinosaurier-Funde (unter anderem von Brachiosaurus) aus der berühmten Tendaguru-Expedition des Berliner Museums für Naturkunde.
Zu seinen Doktoranden zählt Tilly Edinger. Ein enger Mitarbeiter am Senckenberg-Museum war sein Nachfolger als Direktor, Rudolf Richter.
Er war von 1928 bis 1930 Präsident der Paläontologischen Gesellschaft.

## Mitgliedschaften
- 1910 war er Mitgründer und der erste Schriftführer der Geologischen Vereinigung, Herausgeber der Geologischen Rundschau.
- Noch im Gründungsjahr 1912 wurde er Mitglied der Paläontologischen Gesellschaft.[3]

## Schriften
- Über einen Schädel von Trematosaurus brauni BURMEISTER. Senckenbergiana, II für 1919, S. 83–110, Frankfurt a. M. 1920
- Die Placodontier. 1. Schädel und Unterkiefer von Cyamodus. In: Abhandlungen der Senckenbergischen Naturforschenden Gesellschaft, Bd. 38, Heft 4, Frankfurt am Main 1924, Taf. XXIII, S. 291–309
- Naturerkenntnis. Vom Gegenstand der Naturwissenschaften. Müller & Kiepenheuer, Potsdam 1927, Orell & Füssli, Zürich 1927
- Meere der Urzeit. Springer 1932
- Die Placodontier. 3. Das Skelett von Placodus gigas AGASSIZ im Senckenberg-Museum. In: Abhandlungen der Senckenbergischen Naturforschenden Gesellschaft, Bd. 38, Heft 4, Frankfurt am Main 1933, 16 Taf., S. 323–364